# Ángeles Maestro
María Ángeles Maestro Martín (prononcé en espagnol : [maˈɾia ˈãŋxeles maˈɛstɾo maɾˈtĩn]), connue comme Nines Maestro (prononcé en espagnol : [ˈnines̬ maˈɛstɾo]), est une femme politique espagnole d'obédience communiste née le 6 février 1952 à Medina del Campo.

## Biographie
María Ángeles Maestro Martín naît le 6 février 1952 à Medina del Campo, dans la province de Valladolid. Surnommée Nines, elle est licenciée en médecine et chirurgie de l'université autonome de Madrid.
Elle adhère au Parti communiste d'Espagne (PCE) en 1974 et fait partie des fondatrices de la coalition Gauche unie (IU), qui devient un parti en 1992. Elle quitte ces deux formations respectivement en 2004 et 2005.
Elle siège au Congrès des députés pendant trois législature, entre 1989 et 2000, où elle représente Madrid.
Elle est en novembre 1991 la première députée à emmener son bébé au palais des Cortès, moins de deux mois après la naissance de l'enfant. Elle expliquera plus tard qu'elle souhaitait absolument être présente lors des débats du projet de loi relatif aux médicaments et du projet de loi de finances pour 1992, redoutant que ses collègues d'IU ne soient pas en mesure d'intervenir à sa place avec l'intention qu'elle souhaitait. Le président du Congrès Félix Pons a mis son bureau à disposition pour que la mère de Nines Maestro puisse garder le nouveau-né, que la députée venait régulièrement allaiter.